# 朱公鋺
宜川榮順王朱公鋺（？—1484年），是明朝宜川莊靖王朱志堢之庶一子。景泰二年册封宜川王，成化二十年薨，諡號榮順。在位三十四年。由其子朱誠灌承襲宜川郡王。

## 家庭

### 子女

#### 子
1. 宜川康僖王朱誠灌